# Seyitnafe Seyitveliyev
Seyitnafe Seyitveliyev (ur. 29 maja 1918 we wsi Taw-Kipczak, obecnie w rejonie biłohirskim (na Krymie), zm. 13 marca 1983 w Leninabadzie) – radziecki wojskowy, starszyna, Bohater Związku Radzieckiego (1944).

## Życiorys
Urodził się w chłopskiej rodzinie krymskich Tatarów. Miał wykształcenie średnie, pracował w kołchozie. Od 1939 służył w Armii Czerwonej, w Odeskim Okręgu Wojskowym, ukończył artyleryjską szkołę młodszych dowódców. Od czerwca 1941 uczestniczył w wojnie z Niemcami, walczył na Froncie Południowym, w składzie Samodzielnej Armii Nadmorskiej, na Froncie Krymskim, Północno-Kaukaskim, Stalingradzkim, Dońskim, Centralnym, Białoruskim, 1 i 2 Białoruskim. Brał udział w obronie Odessy, Sewastopola i desancie kerczeńskim w 1941, walkach na Półwyspie Kerczeńskim, walkach nad Donem i pod Stalingradem w 1942, bitwie pod Kurskiem, wyzwalaniu obwodu briańskiego i homelskiego w 1943, w operacji białoruskiej, przełamaniu obrony przeciwnika w rejonie Żłobina, likwidacji niemieckiego zgrupowania w rejonie Mariny Horki, wyzwalaniu spod okupacji niemieckiej Szacka, Horodzieja, Wołkowyska, Bielska Podlaskiego, Ostrowi Mazowieckiej i Ostrołęki w 1944 oraz Elbląga i Gdańska w 1945. W grudniu 1942 został ranny pod Stalingradem. Jako dowódca działonu 350 pułku piechoty 96 Dywizji Piechoty 48 Armii 1 Frontu Białoruskiego w stopniu starszyny szczególnie wyróżnił się podczas walk pod Żłobinem 25 czerwca 1944 i pod Mariną Horką w nocy na 3 lipca 1944 przy odpieraniu kontrataków wroga, zadając mu duże straty w sile żywej i technice i uszkadzając w tych walkach 15 czołgów. W 1946 został zdemobilizowany, nie mógł wrócić na Krym z powodu deportacji Tatarów krymskich w 1944, mieszkał i pracował w Leninabadzie, gdzie w 1948 skończył szkołę rolniczą. Miał honorowe obywatelstwo Mińska.

## Odznaczenia
- Złota Gwiazda Bohatera Związku Radzieckiego (25 września 1944)
- Order Lenina (25 września 1944)
- Order Czerwonego Sztandaru (28 sierpnia 1944)
- Order Wojny Ojczyźnianej I klasy (23 lipca 1945)
- Medal „Za zasługi bojowe” (27 sierpnia 1943)
- Medal za Odwagę (26 grudnia 1943)

I inne.